# Grande Prêmio de Singapura de 2008
Resultados do Grande Prêmio de Singapura de Fórmula 1 realizado em Marina Bay em 28 de setembro de 2008. Décima quinta etapa do campeonato, foi vencido pelo espanhol Fernando Alonso, da Renault, com Nico Rosberg em segundo pela Williams-Toyota e Lewis Hamilton em terceiro pela McLaren-Mercedes.

## Resumo
- Embora tenha tornado-se notório por conta do escândalo que ficou conhecido como Singapuragate, este Grande Prêmio também entrou para a história do esporte a motor por algumas outras razõesː além de ser a 800ª prova da Formula 1 e a primeira disputada em Singapura, foi também a primeira vez que a F-1 disputou um GP à noite, a primeira com iluminação artificial.

- A corrida ficou marcada pela parada nos boxes de Felipe Massa, que ao ser sinalizado com a luz verde, saiu com a mangueira de reabastecimento ainda no tanque. Após o acontecimento, Massa caiu para o último lugar, abrindo caminho para a vitória do bicampeão Fernando Alonso, que foi favorecido pela entrada do safety car na pista.[4]

- Segundo e último pódio de Nico Rosberg pela Williams e últimos pontos de David Coulthard e Kazuki Nakajima.

## Singapuragate
Singapuragate é o nome pelo qual ficou conhecido o escândalo de manipulação de resultados orquestrado pelo chefe da equipe Renault, Flavio Briatore, juntamente com o diretor de engenharia da equipe Pat Symonds. Ambos orquestraram uma batida proposital do brasileiro Nelson Piquet Jr. para favorecer seu companheiro de equipe Fernando Alonso. Nelsinho foi "convencido" com a promessa de que teria seu contrato renovado.
A tramoia aconteceu da seguinte forma: na 12ª volta, para a estranheza geral, a Renault de Alonso (que largara na 15ª posição do grid) entrou nos boxes para sua primeira – e aparentemente prematura – parada. Duas voltas depois, Nelsinho cumpriu a ordem do time, escorregou de traseira na saída numa curva em que não havia possibilidade de o carro ser retirado sem a entrada do safety car e espatifou seu carro no muro.
Embora tenha causado a desconfiança dos demais pilotos, o caso só veio à tona em agosto do ano seguinte, quando o jornalista brasileiro Reginaldo Leme, deu o furo mundial durante a transmissão do Grande Prêmio da Bélgica de 2009 daquele ano.
Em setembro de 2009 foi comprovada pela FIA, que a equipe Renault ordenou que o companheiro de equipe de Fernando Alonso, Nelson Piquet Jr. batesse de forma proposital contra o muro na curva 17, para forçar a entrada do carro de segurança. Dessa maneira, Alonso, que foi chamado aos boxes duas voltas antes, conseguiu assumir a liderança e conquistar a vitória.
O julgamento desse caso acarretou na sua permanência condicional por dois anos na equipe Renault, ou seja, durante este período não poderá se envolver em graves incidentes e deve colaborar com o desenvolvimento de tecnologias que melhorem a segurança da categoria. Neste mesmo julgamento o ex-diretor chefe da escuderia Flavio Briatore foi banido dos esportes a motor e o ex-diretor de engenharia da equipe Pat Symonds foi suspenso por cinco anos. O piloto brasileiro foi livrado de punição por colaborar com as investigações e Fernando Alonso foi declarado inocente, pois segundo o Conselho Mundial de Esporte a Motor ele desconhecia a farsa.

## Classificação da prova

### Treinos classificatórios
| Pos.   | Nº | Piloto               | Equipe              | Q1         | Q2         | Q3       | Grid | Notas      |
| ------ | -- | -------------------- | ------------------- | ---------- | ---------- | -------- | ---- | ---------- |
| 1      | 2  | Felipe Massa         | Ferrari             | 1:44.519   | 1:44.014   | 1:44.801 | 1    |            |
| 2      | 22 | Lewis Hamilton       | McLaren-Mercedes    | 1:44.501   | 1:44.932   | 1:45.465 | 2    |            |
| 3      | 1  | Kimi Räikkönen       | Ferrari             | 1:44.282   | 1:44.232   | 1:45.617 | 3    |            |
| 4      | 4  | Robert Kubica        | BMW Sauber          | 1:44.740   | 1:44.519   | 1:45.779 | 4    |            |
| 5      | 23 | Heikki Kovalainen    | McLaren-Mercedes    | 1:44.311   | 1:44.207   | 1:45.873 | 5    |            |
| 6      | 3  | Nick Heidfeld        | BMW Sauber          | 1:45.548   | 1:44.520   | 1:45.964 | 9    | [ nota 2 ] |
| 7      | 15 | Sebastian Vettel     | Toro Rosso-Ferrari  | 1:45.042   | 1:44.261   | 1:46.244 | 6    |            |
| 8      | 12 | Timo Glock           | Toyota              | 1:45.184   | 1:44.441   | 1:46.328 | 7    |            |
| 9      | 7  | Nico Rosberg         | Williams-Toyota     | 1:45.103   | 1:44.429   | 1:46.611 | 8    |            |
| 10     | 8  | Kazuki Nakajima      | Williams-Toyota     | 1:45.127   | 1:44.826   | 1:47.547 | 10   |            |
| 11     | 11 | Jarno Trulli         | Toyota              | 1:45.642   | 1:45.038   |          | 11   |            |
| 12     | 16 | Jenson Button        | Honda               | 1:45.660   | 1:45.133   |          | 12   |            |
| 13     | 10 | Mark Webber          | Red Bull-Renault    | 1:45.493   | 1:45.212   |          | 13   |            |
| 14     | 9  | David Coulthard      | Red Bull-Renault    | 1:46.028   | 1:45.298   |          | 14   |            |
| 15     | 5  | Fernando Alonso      | Renault             | 1:44.971   | [ nota 3 ] |          | 15   |            |
| 16     | 6  | Nelson Piquet, Jr.   | Renault             | 1:46.037   |            |          | 16   |            |
| 17     | 14 | Sébastien Bourdais   | Toro Rosso-Ferrari  | 1:46.389   |            |          | 17   |            |
| 18     | 17 | Rubens Barrichello   | Honda               | 1:46.583   |            |          | 18   |            |
| 19     | 20 | Adrian Sutil         | Force India-Ferrari | 1:47.940   |            |          | 19   |            |
| 20     | 21 | Giancarlo Fisichella | Force India-Ferrari | [ nota 4 ] |            |          | 20   |            |
| Fonte: |    |                      |                     |            |            |          |      |            |

### Corrida
| Pos.   | Nº | Piloto               | Construtor          | Voltas | Tempo/Diferença | Grid | Pontos |
| ------ | -- | -------------------- | ------------------- | ------ | --------------- | ---- | ------ |
| 1      | 5  | Fernando Alonso      | Renault             | 61     | 1:57:16.304     | 15   | 10     |
| 2      | 7  | Nico Rosberg         | Williams-Toyota     | 61     | + 2.957         | 8    | 8      |
| 3      | 22 | Lewis Hamilton       | McLaren-Mercedes    | 61     | + 5.917         | 2    | 6      |
| 4      | 12 | Timo Glock           | Toyota              | 61     | + 8.155         | 7    | 5      |
| 5      | 15 | Sebastian Vettel     | Toro Rosso-Ferrari  | 61     | + 10.268        | 6    | 4      |
| 6      | 3  | Nick Heidfeld        | BMW Sauber          | 61     | + 11.101        | 9    | 3      |
| 7      | 9  | David Coulthard      | Red Bull-Renault    | 61     | + 16.387        | 14   | 2      |
| 8      | 8  | Kazuki Nakajima      | Williams-Toyota     | 61     | + 18.489        | 10   | 1      |
| 9      | 16 | Jenson Button        | Honda               | 61     | + 19.885        | 12   |        |
| 10     | 23 | Heikki Kovalainen    | McLaren-Mercedes    | 61     | + 26.902        | 5    |        |
| 11     | 4  | Robert Kubica        | BMW Sauber          | 61     | + 27.975        | 4    |        |
| 12     | 14 | Sébastien Bourdais   | Toro Rosso-Ferrari  | 61     | + 29.432        | 17   |        |
| 13     | 2  | Felipe Massa         | Ferrari             | 61     | + 35.170        | 1    |        |
| 14     | 21 | Giancarlo Fisichella | Force India-Ferrari | 61     | + 43.571        | PL   |        |
| 15     | 1  | Kimi Räikkönen       | Ferrari             | 57     | Acidente        | 3    |        |
| Ret    | 11 | Jarno Trulli         | Toyota              | 50     | Pane hidráulica | 11   |        |
| Ret    | 20 | Adrian Sutil         | Force India-Ferrari | 49     | Acidente        | 19   |        |
| Ret    | 10 | Mark Webber          | Red Bull-Renault    | 29     | Pane elétrica   | 13   |        |
| Ret    | 17 | Rubens Barrichello   | Honda               | 14     | Motor           | 18   |        |
| Ret    | 6  | Nelson Piquet, Jr.   | Renault             | 13     | Acidente        | 16   |        |
| Fonte: |    |                      |                     |        |                 |      |        |

## Tabela do campeonato após a corrida
| Pos.   | Piloto         | Pontos |
| ------ | -------------- | ------ |
| 1      | Lewis Hamilton | 84     |
| 2      | Felipe Massa   | 77     |
| 3      | Robert Kubica  | 64     |
| 4      | Kimi Räikkönen | 57     |
| 5      | Nick Heidfeld  | 56     |
| Fonte: |                |        |

| Pos.   | Construtor       | Pontos |
| ------ | ---------------- | ------ |
| 1      | McLaren–Mercedes | 135    |
| 2      | Ferrari          | 134    |
| 3      | BMW Sauber       | 120    |
| 4      | Renault          | 51     |
| 5      | Toyota           | 46     |
| Fonte: |                  |        |

- Nota: Somente as primeiras cinco posições estão listadas.